# 周大文

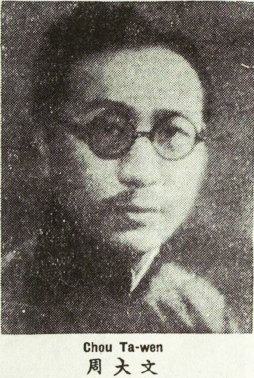

周大文（1895年—1971年），字华章，江苏无锡人，中华民国初年政治家，曾任北平特别市、北平市市长，后来成为专业厨师、美食家、京剧票友。他是京剧名家刘长瑜的父亲。

## 生平
周大文的父亲原是清朝政府在安庆府负责运粮的官员，后来沿大运河到天津定居。清朝末年，周大文曾和哥哥一起在天津跟随德国人学习电报报务。学成后经宫里沈太监举荐，到东北督军张作霖处谋职，历任电报局长、大帅府密电处长、辽吉黑三省电政监督等职。1915年，周大文和张作霖之子、时年15岁的张学良结拜为异姓兄弟。1928年皇姑屯事件中，周大文与张作霖同车，但幸免于难。中原大战后，东北军进入山海关内，1931年2月27日，周大文被任命为北平特别市市长，未到任前由胡若愚暂代。1931年4月北平特别市改为北平市，周大文遂改任北平市市长至1933年6月16日。
1932年7月1日东北大学在北平举行体育系毕业典礼，少帅张学良在典礼上宣布于希渭、刘长春为运动员，宋君复为教练，将代表中国参加洛杉矶奥运会。7月2日中午，时任北平市长的周大文在家中宴请刘长春以壮行。席间，周大文发表演说勉励刘长春。周大文还赠送刘长春一套西服和五元美金。
卸任后，周大文与朋友扬州人马少云（字玉林）于1943年8月15日在天津创办了天津玉华台饭庄，主营淮扬菜。“玉华台”中的“玉”字来自马玉林的兄弟马玉华。经营淮扬菜的北平玉华台饭庄是民国十年（1921年）由马玉华创建于北平八面槽锡拉胡同，周大文还曾特地为该店研制了新菜核桃酪。
青年时代，周大文就酷爱京剧与烹饪。七七事变后，周大文创办了主要经营西餐的新月食堂，请到了天津起士林的名厨师主厨，其西点部则请到了崇文门内法国面包房的西点师负责制作。此外，他在中山公园内开设上林春中餐馆，专营淮扬菜和风味小吃，其名吃有三鲜小笼蒸饺。他还开设了西单北大街的桂香村南味糕点铺。张大千、荀慧生、张学铭等朋友曾经常光顾周大文开的餐馆。
在日本占领时期，周大文在1937年前后曾在北京任中央广播协会会长，1940年前后曾任华北演艺协会会长。1940年7月，华北政务委员会在北京成立华北广播协会，周大文任会长。该协会管辖北京、天津、石家庄、唐山、太原、徐州、济南、青岛8座广播电台。1947年周大文被国民党政府认定为汉奸并被投进监狱，后来因身体不好保外就医，此后一直住在医院里。其女刘长瑜回忆说，“其实我父亲所在的华北电台是作为盟军的地面指挥，是协助抗日的，他不应该算汉奸。”
1949年中华人民共和国成立后，周大文曾经一度赋闲，后来正式下海任厨师，和朋友在北京西单开设好好食堂并自己掌勺，后来到王府井的味村食堂掌勺，此后又到曾任张学良秘书的李荫春开设于北京前门煤市街的新馨食堂掌勺。郭沫若、齐燕铭的老太爷、荀慧生等都曾品尝过周大文烹调的菜肴。周大文烹制的公馆菜被视为中国公馆菜中的大家。烹饪之余，周大文还曾被借调到全国政协文史资料委员会负责编辑东北近代史资料。约1950年代末，他还曾被中华人民共和国的外事部门介绍到两个外国驻华大使家教大使夫人做中餐。

## 著作
- 周华章，烹调与健康，北京：人民卫生出版社，1957年
- 周大文，张作霖皇姑屯被炸亊件亲历记，文史资料选辑第五辑，第128-134页[10]。
- 周大文，我所熟悉的张学良将军，载方正、俞兴茂、纪红民，张学良和东北军1901-1936，北京：中国文史出版社, 1986年，页8。
- 周大文，张作霖集团的形成，吉林文史资料第4辑。
- 周大文，张作霖统一东三省的经过，吉林文史资料选辑第4辑，长春：吉林人民出版社，1983年，页69。
- 周大文，郭松齡反奉时张氏乔梓点滴，全国政协文史资料存稿。
- 周大文，张学良将军学生时代的志趣
- 周大文，张学良将军幽禁生活片段，文史资料选辑第111辑，页151

## 家庭
周大文共有三个太太，14个子女（其中11个男孩，3个女孩；名字分别为长星、长英、长鸣、长山、长海、长江、长河、长卿、长瑚、长芸（女）、长安、长瑜（女）、长城（还少1人名字，补充：长生，现居北京，长生已于2011年1月27日去世，享年89岁。）。长子为周长星。儿子周长江是刘长瑜的胞兄。女儿刘长瑜（1942年1月14日生于北京）原名“周长瑜”，是三太太（姓刘，后来与周大文离异，1994年去世）的第三个孩子，三太太的前两个孩子都是男孩。儿子周长瑚曾是地下水研究专家，后曾任广东省人民政府参事、深圳市政协副主席、深圳市扶贫开发协会主席。女儿周长芸是京剧教育家。儿子刘长城是中国戏曲学校六五届毕业生，师从小生名家姜妙香，曾任教于河北戏曲学校教小生。
周大文在香港的长子、台湾的二子、美国的四子、中国大陆的八子、六子已经去世。
- 周长星：长子，1994年去世。标枪运动员，曾参加1936年柏林奥运会。他1936年以53米85的成绩打破了中国标枪全国纪录，该纪录直到1954年才被打破。[12][13]
- 周长英：
- 周长鸣：
- 周长山：
- 周长海：
- 周长江：子
- 周长河：
- 周长卿：
- 周长瑚：子，1937年7月生于北京。水资源专家，曾任广东省人民政府参事、中国国民党革命委员会中央委员、广东省政协委员、深圳市政协副主席。
- 周长芸：女，1938年生于北京。京剧教育家。
- 周长安：
- 周长瑜：女，后改名“刘长瑜”，1942年1月14日生于北京。京剧表演艺术家。
- 周长城：子，后改名“刘长城”。京剧教育家。